# Matilda Vinberg
Matilda Liv Vinberg, född 16 mars 2003, är en svensk fotbollsspelare som spelar för Tottenham Hotspur och Sveriges landslag.

## Klubbkarriär

### Enskede IK
Vinberg började spela fotboll i Enskede IK som sjuåring. Som 15-åring flyttades hon upp i A-laget och gjorde under säsongen 2018 tre mål på sju matcher i Division 1. Säsongen 2019 gjorde Vinberg nio mål på 15 matcher och säsongen därpå blev det sex mål på 11 matcher i Division 1.

### Hammarby IF
Den 8 januari 2021 värvades Vinberg av Hammarby IF, där hon skrev på ett tvåårskontrakt. Under sin debutsäsong spelade Vinberg 17 matcher och gjorde två mål i Damallsvenskan och hjälpte Hammarby till en 7:e plats i serien. I november 2021 skrev hon på ett nytt tvåårskontrakt med Hammarby.
Säsongen 2022 spelade Vinberg samtliga 26 matcher och gjorde tre mål då Hammarby slutade på 5:e plats i serien. Vid slutet av säsongen blev hon utsedd till "Årets genombrott" i Damallsvenskan. Vinberg blev även utsedd till "Årets spelare" i Hammarby av klubbens supportrar.. 

### Tottenham Hotspur
Den 2 januari 2024 annonserades Matilda som ny värvning till engelska Tottenham Hotspur FC Women i FA Women's Super League där hon anslöt till svenska huvudtränaren Robert Vilahamn och spelade sin första match för klubben den 7 februari.

## Landslagskarriär
Vinberg debuterade för Sveriges U17-landslag den 23 september 2018 i en 6–3-vinst över Norge, där hon gjorde ett hattrick. Vinberg spelade totalt 18 landskamper och gjorde fyra mål för U17-landslaget mellan 2018 och 2020. Mellan 2021 och 2022 spelade hon sedan 11 landskamper och gjorde fyra mål för U19-landslaget.
I juni 2021 blev Vinberg för första gången uttagen i U23-landslaget till en trenationsturnering mot Frankrike och Finland. Hon debuterade den 10 juni 2021 i en 2–2-match mot Frankrike. Vinberg har spelat totalt sex landskamper och gjort två mål för U23-landslaget.
I september 2022 blev Vinberg för första gången uttagen i A-landslaget. Vinberg debuterade den 12 november 2022 i en 4–0-förlust mot Australien, där hon blev inbytt i den 71:a minuten.

## Meriter
Individuellt
- Årets genombrott i Damallsvenskan: 2022
- Årets spelare i Hammarby IF: 2022
- Svenska cupen, segrare, 2023